# La Fille aux jacinthes
Pour plus de détails, voir Fiche technique et Distribution.
La Fille aux jacinthes (Flicka och hyacinter) est un film suédois réalisé par Hasse Ekman, sorti en 1950.

## Synopsis
À Stockholm en soirée, après une fête privée où elle joue du piano, Dagmar Brink, jeune femme solitaire, regagne son appartement où elle se suicide par pendaison. Son corps est découvert le lendemain matin et la police mène une enquête de voisinage. Les rencontres de Dagmar sont montrées en flashbacks...

## Fiche technique
- Titre : La Fille aux jacinthes
- Titre original : Flicka och hyacinter
- Réalisateur, producteur et scénariste : Hasse Ekman
- Musique : Erland von Koch
- Directeur de la photographie : Göran Strindberg
- Décors : Bibi Lindström
- Montage : Lennart Wallén
- Compagnie de production et de distribution : Terrafilm (sv)
- Genre : Drame
- Noir et blanc - 89 min
- Date de sortie 
  - Suède : 6 mars 1950

## Distribution
- Eva Henning : Dagmar Brink
- Ulf Palme : Anders Wikner
- Birgit Tengroth : Britt Wikner
- Anders Ek : Elias Körner
- Gösta Cederlund : le banquier G. D. von Lieven
- Karl-Arne Holmsten : Willy Borge
- Keve Hjelm : Stefan Brink
- Marianne Löfgren : Gullan Ekberg
- Björn Berglund : le commissaire de police Lövgren
- Anne-Marie Brunius : « Alex »
- Gösta Gustafson : l'homme aux gravures
- Sven-Eric Gamble : Kalle
- Sigbrit Molin : l'amie de Kalle
- Gudrun Brost : l'amie d'Elias